# Pegunungan Verbeek
Pegunungan Verbeek är en bergskedja i Indonesien. Den ligger i den centrala delen av landet, 1 700 km öster om huvudstaden Jakarta. Pegunungan Verbeek ligger vid sjön Danau Lawuloi.